# Камбах Беај Ндек, Пуебло а Ориља дел Мар (Сан Матео дел Мар)
Камбах Беај Ндек, Пуебло а Ориља дел Мар (шп. Kambaj Beay Ndek, Pueblo a Orilla del Mar) насеље је у Мексику у савезној држави Оахака у општини Сан Матео дел Мар. Насеље се налази на надморској висини од 10 м.

## Становништво
Према подацима из 2010. године у насељу је живело 8 становника.

### Хронологија
| Година       | 2010 |
| ------------ | ---- |
| Становништво | 8    |

### Попис
| # | Индикатор                     | Вредност |
| - | ----------------------------- | -------- |
| 1 | Укупно домаћинстава           | 2        |
| 2 | Укупно насељених домаћинстава | 2        |
| 3 | Величина локације             | 1        |